# Lareine
Lareine (estilizado em maiúsculas) foi uma banda japonesa de rock do movimento visual kei, ativa de 1994 a 2007. Sua formação clássica consistia no vocalista Kamijo, baixista Emiru, guitarrista Mayu e baterista Machi.

## Carreira

### 1994–2000: Formação e ascensão
Laliene foi formada em 1994 por roadies da banda Malice Mizer: Kamijo (vocais) e Mayu (guitarra e violão), na época com os nomes Shoki e Kaito, respectivamente. Eles recrutaram o guitarrista Sakureu,  baterista Kyoka e baixista suporte Emiru. Pouco depois, Mayu deixa a banda e é substituído por Hirono. Em 25 de março fizeram seu primeiro show ao vivo, onde Emiru vira baixista oficial. Um mês depois, Sakureu sai da banda e Mayu retorna à posição de guitarrista. Ao longo do ano, lançaram fitas demo, alteraram o nome para Lareine e Shoki e Kaito mudaram seus nomes para os atuais. Mais mudanças de line-up foram ocorrendo, até que sua formação clássica se estabeleceu com Kamijo, Emiru (baixo), Mayu e Machi (bateria).
Em 1996 lançaram seu primeiro single, "Saikai no Hana" e seu primeiro EP, "Blue Romance". Akira, encarregado dos sintetizadores, fez parte da banda por um breve período nessa época. Singles lançados nos anos seguintes, como "Metamorphose" e "Fuyu Tokyo", começaram a figurar na Oricon Singles Chart, entre as posições 50 a 21. A popularidade de seus trabalhos os levou a um contrato com a SME Records (Sony) em 1999, e eles apresentaram seu último show como banda independente no Shibuya Public Hall em 26 de março. Em 16 de fevereiro do ano seguinte lançaram seu primeiro álbum completo, Fierte no Umi to Tomo ni Kiyu: The Last of Romance. Ele teve o melhor desempenho da banda na Oricon, chegando a vigésima posição. Apesar da ascensão da banda, pouco tempo depois todos os membros menos Kamijo deixaram a banda. Foi anunciado que Emiru saiu por conta de diferenças musicais e os outros membros acompanharam, acreditando que o grupo não seria o mesmo sem ele.

### 2001–2006: Hiato e separação

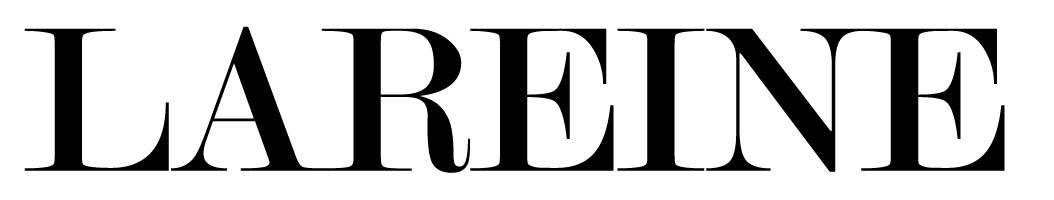
Logotipo da banda.

Kamijo seguiu solo com o Lareine, criando sua própria gravadora Applause Records e lançando o single "Grand Pain" e o álbum Scream (e sua edição limitada Vampire Scream) no final do ano, demonstrando uma variação da musicalidade anterior da banda. Ele acabou por formar o quarteto New Sodmy com Mayu em 2001, deixando Lareine em hiato. No ano seguinte os membros retornaram à banda, exceto Machi, que foi substituído por Kazumi, e eles lançaram o single "Chou no Hana/Lesson". Apesar de Lareine estar ativa novamente, sua popularidade não era mais a mesma, visto que seus trabalhos não apareciam na Oricon como antes. Em março de 2004 lançaram o EP Princess e o álbum Crystal Letos. Já em novembro mais um álbum havia sido lançado, o Never Cage.
Em 26 de março de 2005 eles realizaram um show em comemoração aos dez anos de banda, onde membros do fã clube ganharam um DVD bônus. Neste ano, Kisaki e a revista Shoxx produziram um álbum de tributo ao Lareine, com covers de canções da banda feitos por artistas como Izabel Varosa (colegas da Applause Records), Miyawaki Wataru (12012) e Jui (Vidoll). Kazumi decidiu aposentar-se da música no início de 2006, deixando Lareine com o apoio do baterista suporte Kazami. Já em julho, a banda perdeu contato com Mayu. Por conta disso, o grupo anunciou que encerraria as atividades em janeiro de 2007. Em abril e maio lançaram um último single e duas compilações. Em 31 de outubro, Kamijo e  Emiru realizaram um show de despedida do Lareine com músicos suporte, entre eles Hizaki.

### 2007–presente: Pós-separação
Em março de 2007 Kamijo formou sua nova banda, Versailles, com Hizaki. Emiru seguiu com a banda Anubis. Mayu e Machi, que havia lançado um disco solo em 2001, não seguiram na carreira musical.
Em 2013 dois singles do Lareine em conjunto foram relançados em; "Lillie Charlotte" e "Métamorphose" foram combinados no EP Lillie Charlotte within Métamorphose. Em 2015, Kamijo regravou algumas canções para seu álbum Royal Blood ~Revival Best~.

## Estilo musical e temas
Kamijo contou que o objetivo da temática do Lareine era expressar "tristeza" e muitas canções falavam sobre flores. Segundo ele, o nome significa "a rainha" em francês.

## Membros
- Kamijo (ex. Shoki) – vocais (1994–2007)
- Emiru – baixo (1995–2000, 2002–2007)

### Ex membros
- Mayu (ex. Kaito) – guitarrra (1995–2000, 2002–2006)
- Machi – bateria (1995–2000)
- Akira – sintetizadores (1995–1996)
- Kazumi – bateria (2002–2006)
- Hirono – guitarrra (1994–1995)
- Kyouka – bateria (1994–1995)
- Sakureu – guitarrra (1994–1995)

## Discografia
Álbuns
- Blue Romance: Yasashii Hanatachi no Kyousou (Blue Romance～優しい花達の狂奏～, 7 de setembro de 1997)
- Fierte no Umi to Tomo ni Kiyu: The Last of Romance (フィエルテの海と共に消ゆ～THE LAST OF ROMANCE～, 16 de fevereiro de 2000), posição na Oricon: 20[17]
- Scream (1 de novembro de 2000)
- Vampire Scream (1 de novembro de 2000)
- Reine de Fleur I (26 de março de 2003)
- Reine de Fleur II (26 de março de 2003)
- Crystal Letos (31 de março de 2004)
- Never Cage (5 de setembro de 2004)

EPs
- Blue Romance (24 de dezembro de 1996)
- Lillie Charlotte (1 de outubro de 1998), posição na Oricon: 70[17]
- Etude (25 de dezembro de 2002)
- Majestade (30 de setembro de 2003)
- Knight (28 de novembro de 2003)
- Etude: Platinum White (25 de dezembro de 2003)
- Princess (24 de março de 2004)
- Winter Romantic (18 de março de 2006)

Singles
- "Saikai no Hana" (再会の花, 26 de março de 1996)
- "Romancia" (26 de abril de 1997)
- "Fleur" (14 de março de 1998)
- "Metamorphose" (18 de dezembro de 1998), posição na Oricon: 50[17]
- "Fiancailles" (26 de maio de 1999), posição na Oricon: 21[17]
- "Billet (Osanaki Natsu no Binsen)" ( Billet ～幼き夏の便箋～, 25 de agosto de 1999), posição na Oricon: 30[17]
- "Fuyu Tokyo" (冬東京, 15 de dezembro de 1999), posição na Oricon: 29[17]
- "Bara wa Utsukushiku Chiru/Ano Hito no Aishita Hito Nara" (薔薇は美しく散る/あの人の愛した人なら, 9 de fevereiro de 2000), posição na Oricon: 40[17]
- "Grand Pain" (12 de outubro de 2000), posição na Oricon: 64[17]
- "Chou no Hana/Lesson" (蝶の花/レッスン, 27 de novembro de 2002)
- "Saikai no Hana" (relançamento, 26 de março de 2003)
- "Scarlet Majesty" (30 de julho de 2003)
- "With Present Letos" (14 de novembro de 2003)
- "Trailer" (19 de julho de 2004)
- "Doukeshi no Bukyoku" (道化師の舞曲, 27 de novembro de 2005)
- "Setsurenka" (雪恋詩, 27 de novembro de 2005)
- "Cinderella Fantasy" (27 de novembro de 2005)
- "Sakura" (さくら, 18 de março de 2006)
- "Drama" (18 de março de 2006)
- "Last Song" (9 de maio de 2007)